# Michaela Kappacher
Michaela Kappacher (...) è un'ex sciatrice alpina austriaca.

## Biografia
Ai Campionati austriaci 1991 vinse la medaglia di bronzo nella combinata. Non ottenne piazzamenti in Coppa del Mondo né prese parte a rassegne olimpiche o iridate.

## Palmarès

### Campionati austriaci
- 1 medaglia[1]:
  - 1 bronzo (combinata nel 1991)